# Список монархів Лесото

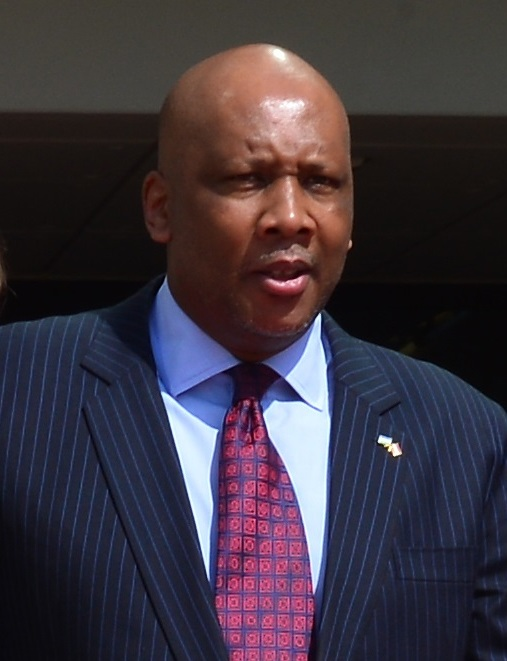
Летсіє III

## Верховні вожді Лесото (Басутоленду), 1822—1965
| # | Ім'я                       | Оригінальне ім'я             | Початок правління | Кінець правління  | Примітки |
| - | -------------------------- | ---------------------------- | ----------------- | ----------------- | -------- |
| 1 | Мошвешве I                 | Moshweshwe I                 | 1822              | 18 січня 1870     |          |
| 2 | Летсіє I Мошвешве          | Letsie I Moshweshwe          | 18 січня 1870     | 20 листопада 1891 |          |
| 3 | Леротолі Летсіє            | Lerotholi Letsie             | 20 листопада 1891 | 19 серпня 1905    |          |
| 4 | Летсіє II Леротолі         | Letsie II Lerotholi          | 21 серпня 1905    | 28 січня 1913     |          |
| 5 | Натаніель Гріффіт Леротолі | Nathaniel Griffith Lerotholi | 11 квітня 1913    | червень 1939      |          |
| 6 | Саймон Сіісо Гріффіт       | Simon Seeiso Griffith        | 3 серпня 1939     | 26 грудня 1940    |          |
| 7 | Габасане Масофа            | Gabasane Masopha             | 26 грудня 1940    | 28 січня 1941     | регент   |
| 8 | Мантсебо Амелія Матсаба    | Mantsebo Amelia 'Matsaba     | 28 січня 1941     | 12 березня 1960   | регент   |
| 9 | Мошвешве II                | Moshweshwe II                | 12 березня 1960   | 30 квітня 1965    |          |

## Королі і королеви Лесото (від 1965)
| # | Ім'я              | Оригінальне ім'я | Початок правління | Кінець правління  | Примітки                         |
| - | ----------------- | ---------------- | ----------------- | ----------------- | -------------------------------- |
| 1 | Мошвешве II       | Moshweshwe II    | 30 квітня 1965    | 10 лютого 1970    |                                  |
| 2 | Леабуа Джонатан   | Leabua Jonathan  | 10 лютого 1970    | 5 червня 1970     | Прем'єр-міністр як глава держави |
| 3 | Мамохато          | Queen Mamohato   | 5 червня 1970     | 5 грудня 1970     | регентка                         |
| 4 | Мошвешве II       | Moshweshwe II    | 5 грудня 1970     | 12 листопада 1990 |                                  |
| 5 | королева Мамохато | Queen Mamohato   | 10 березня 1990   | 12 листопада 1990 | регентка                         |
| 6 | Летсіє III        | Letsie III       | 12 листопада 1990 | 25 січня 1995     |                                  |
| 7 | Мошвешве II       | Moshweshwe II    | 25 січня 1995     | 15 січня 1996     |                                  |
| 8 | королева Мамохато | Queen Mamohato   | 15 січня 1996     | 7 лютого 1996     | регентка                         |
| 9 | Летсіє III        | Letsie III       | 7 лютого 1996     |                   |                                  |

## Королівські прапори

1966–1987
1987–2006
З 2006